# Мјендзиход
Мјендзиход (пољ. Międzychód) град је у Пољској у Војводству великопољском. По подацима из 2012. године број становника у месту је био 10 913.

## Становништво
| 2012.  |
| ------ |
| 10 913 |

## Партнерски градови
- Вајнштат